# Gaëlle Enganamouit
Gaëlle Deborah Enganamouit, född 9 juni 1992 i Yaoundé, är en kamerunsk före detta fotbollsspelare (forward).

## Klubbkarriär
Mellan 2014 och 2015 spelade Enganamouit i Damallsvenskan för Eskilstuna United. Säsongen 2015 vann hon skytteligan i Damallsvenskan med totalt 18 gjorda mål. Hon har senare representerat FC Rosengård, norska Avaldsnes IL och spanska Málaga CF.
Den 9 juni 2020 meddelade Enganamouit att hon avslutade sin karriär.

## Landslagskarriär
2010 debuterade Enganamouit i Kameruns landslag. Vid den inledande matchen i VM 2015 gjorde hon hat trick mot Ecuador.